# Dictyophleba leonensis
Dictyophleba leonensis är en oleanderväxtart som först beskrevs av Otto Stapf, och fick sitt nu gällande namn av Marcel Pichon. Dictyophleba leonensis ingår i släktet Dictyophleba och familjen oleanderväxter. Inga underarter finns listade i Catalogue of Life.